# Mertsavan
Mertsavan är en ort i Armenien. Den ligger i provinsen Armavir, i den centrala delen av landet, 10 kilometer väster om huvudstaden Jerevan. Mertsavan ligger 939 meter över havet och antalet invånare är 2 702.
Terrängen runt Mertsavan är platt åt sydväst, men åt nordost är den kuperad. Runt Mertsavan är det mycket tätbefolkat, med 3 757 invånare per kvadratkilometer.. Närmaste större samhälle är Jerevan, 9,6 kilometer öster om Mertsavan. 
Runt Mertsavan är det i huvudsak tätbebyggt.